# پنین
پنین  (به انگلیسی: Pennine) با فرمول شیمیایی (MgFe 2+Al)6[(OH)8 - (AlSi)4 O10] از مجموعه کانی هاست و بلورهای ورقه‌ای قابل انعطاف ولی غیرقابل ارتجاع می‌باشند-دراسید کلریدریک و اسید سولفوریک حل می‌شود. از نام کوههای آلپ Pennines در سوئیس گرفته شده‌است. دراسید کلریدریک و اسید سولفوریک حل می‌شود. پیچیده و متغیر (ناپایدار) و بین کلریتها سیلیس بیشتری دارد. برای اولین بار در ایتالیا(Passo di Vizze) کشف شد و از نظر شکل بلور: ورقه‌ای - رمبوئدر، رنگ: سبز زیتونی - سفید، شفافیت: شفاف، رخ: بسیار خوب، سیستم تبلور: مونوکلینیک و در رده‌بندی سیلیکات است و منشأ تشکیل آن دگرگونی است.
همایند کانی‌شناسی (پارانژ) آن کلریت‌های دیگر- آکتینوت- اپیدوت- گرونا است
، از نظر ژیزمان بلور- تجمع توده‌ای - فلسی - دانه‌ای فراوان درشیستهای متبلور است و بیشتر در سوئیس، اطریش، ایتالیا و روسیه یافت می‌شود.